# Kalendarz z Coligny

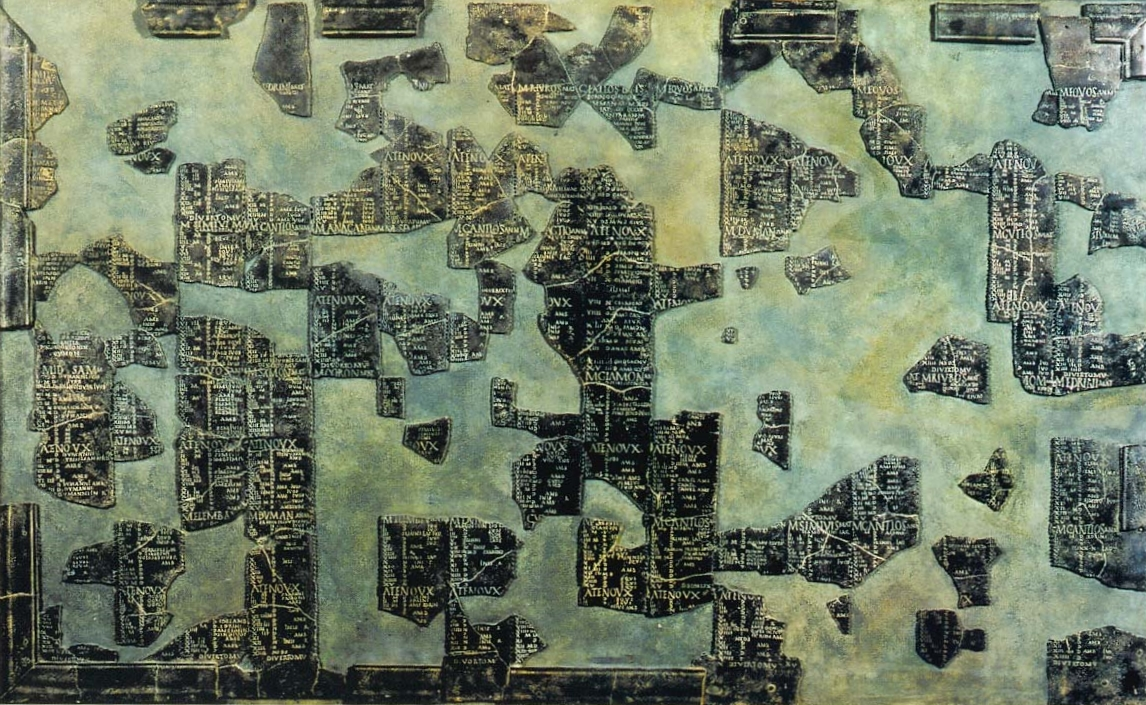
Kalendarz z Coligny

Kalendarz z Coligny – pochodzący z końca I wieku p.n.e. starożytny celtycki kalendarz, odnaleziony w 1897 roku w pobliżu Coligny w departamencie Ain we Francji. Obecnie znajduje się w zbiorach Musée gallo-romain w Lyonie.
Zabytek, wykonany z brązowej płyty, został odnaleziony w 153 fragmentach, które po złożeniu dają około połowy oryginału. Kalendarz przedstawia pięcioletni cykl lunarno-słoneczny. Podzielony jest na szesnaście kolumn obejmujących po cztery miesiące, z wyjątkiem kolumn 5 i 9, które zawierają dodatkowo miesiące przestępne konieczne do wyrównania roku księżycowego z rokiem słonecznym. Miesiące mają po 29 lub 30 dni i tworzą lata liczące 354 dni. Każdy miesiąc składa się z części „jasnej” i „ciemnej”, rozdzielonych słowem atenoux (powracająca noc). Ponadto miesiące podzielono na pomyślne i niepomyślne, oznaczając je skrótami MAT i ANM (od matus i anmatus). Dni są ponumerowane, a niektóre także dodatkowo oznaczone skrótami, którymi zaznaczono m.in. święta Beltane i Lughnasadh.
Kalendarz jest też cennym źródłem językowym, zapisano bowiem na nim pismem łacińskim słowa i liczebniki galijskie, chociaż znaczenia większości skrótów nie udało się rozszyfrować. Miesiące noszą nazwy kolejno: Samoni, Dumann, Riuros, Anagantio, Ogronn, Cutios, Giamoni, Simiuisonna, Equos, Elembiu, Edrini i Cantlos.